# Мёд в голове
«Мёд в голове» (нем. Honig im Kopf) — немецкая трагикомедия режиссёра и сценариста Тиля Швайгера, вышедшая в 2014 году. Фильм стал лидером проката Германии по результатам сезона, собрав в кинотеатрах более семи миллионов зрителей.
Название киноленты является метафорой, с помощью которой главный герой описывает своё состояние, отвечая на вопрос: «Что ты чувствуешь, когда всё забываешь?»

## Сюжет
Смерть жены плохо повлияла на психическое состояние бывшего ветеринара Амандуса Розенбаха. У него начинает прогрессировать болезнь Альцгеймера, из-за чего герой постоянно попадает в неловкие ситуации. Сын Амандуса — Нико решает забрать отца к себе в дом. Жена Нико — Сара против такого соседства в отличие от его дочери Тильды, которая любит деда и хочет помочь тому справиться со своим недугом.
Постоянные инциденты с участием отца и его неадекватное поведение заставляют Нико задуматься над идеей отправки Амандуса в дом престарелых. Однако Тильда находит иное решение проблемы и сбегает вместе с дедом в Венецию, где в своё время молодой Амандус вместе с женой провёл медовый месяц. На пути к намеченной цели герои сталкиваются с рядом проблем, которые добрые и отзывчивые люди помогают им решить.
Нико и Сара отправляются вслед за беглецами в Италию и пытаются найти Амандуса и Тильду. Романтика Венеции пробуждает угасшую страсть в отношениях супругов, при этом Амандусу пребывание в городе своей молодости не приносит излечения: в один из моментов он даже не узнаёт Тильду.
Вернувшись домой, семья продолжает заботиться об Амандусе, но в итоге болезнь забирает его жизнь.

## В ролях
| Актёр              | Роль                     |
| ------------------ | ------------------------ |
| Дитер Халлерфорден | Амандус Розенбах         |
| Эмма Швайгер       | Тильда Розенбах          |
| Тиль Швайгер       | Нико Розенбах            |
| Жанетт Хайн        | Сара Розенбах            |
| Катарина Тальбах   | Вивиан                   |
| Тило Прюкнер       | Доктор Элерс             |
| Мехмет Куртулус    | Доктор Хольст            |
| Виолетта Шуравлов  | монахиня                 |
| Паскаль Алеарди    | офицер полиции           |
| Ян Йозеф Лиферс    | Серж                     |
| Фари Ярдим         | Эрдаль                   |
| Клаудия Михельсен  | настоятельница монастыря |
| Лилли Лиферс       | Смюлла                   |
| Дар Салим          | официант                 |
| Удо Линденберг     | камео                    |

## Производство
В интервью газете «Frankfurter Neue Presse» Тиль Швайгер рассказал, что тема, затронутая в киноленте, достаточно близка ему и сценаристке Хилли Мартинек, так как деды обоих скончались от болезни Альцгеймера.
В качестве претендентов на главную роль рассматривались такие немецкие актёры, как Бруно Ганц, Марио Адорф и Армин Мюллер-Шталь, но никто из них не соответствовал требованиям режиссёра. В итоге Швайгер стал задумываться над переводом сценария на английский язык и съёмками фильма в Великобритании, а также над предложением роли Амандуса Майклу Кейну или Джону Хёрту. Однако после знакомства с работой Дитера Халлерфордена в фильме «Его последний забег» (нем. Sein letztes Rennen) режиссёр отдал предпочтение именно этому актёру.
Роль Тильды Розенбах получила одиннадцатилетняя Эмма Швайгер, которая уже несколько раз участвовала в кинопроектах своего отца. Второстепенные роли в картине также исполнили партнёр Швайгера по фильму «Достучаться до небес» Ян Йозеф Лиферс и его дочь Лилли Лиферс. В одном из эпизодов фильма в кадре появляется культовый немецкий рок-исполнитель Удо Линденберг в роли самого себя.
Съёмки фильма проходили в Венеции, Гамбурге и окрестностях, а также в Бранденбурге и Южном Тироле и продлились более двух месяцев с 27 апреля по 4 июля 2014 года.
Также СМИ стало известно о разногласиях, возникших между режиссёром и исполнителем главной роли в ходе работы над фильмом: Швайгер и Халлерфорден не сошлись во мнениях по поводу нескольких эпизодов картины, что вылилось в ссору. В результате оба несколько недель не разговаривали друг с другом.

## Прокат
Премьера фильма состоялась 25 декабря 2014 года в Германии. За первую неделю «Мёд в голове» посмотрели более 1 миллиона зрителей и более 7 миллионов за всё время проката. Таким образом, лента стала самой популярной в немецком киносезоне 2014 года и вошла в десятку наиболее успешных немецких фильмов за всю историю.

## Критика
Большинство кинокритиков достаточно положительно приняло фильм, отмечая среди его заслуг неплохую игру актёров, исполнивших главные роли, темп и динамику развития сюжета, а также удачное смешение юмора и трагики, которая используется для раскрытия темы болезни Альцгеймера.
Кроме того, кинолента получила и ряд отрицательных отзывов. Негативную критику вызвали, в частности, неуместные пошлые шутки, общая сказочность сюжета и слабый монтаж.

## Награды
- 2015 — премия Deutscher Filmpreis самому посещаемому фильму года
- 2015 — CIVIS Medienpreis в категории «лучший кинофильм»